# Tamsin Rigold
Tamsin Rigold (ur. 1 stycznia 1980) – nowozelandzka judoczka.
Uczestniczka mistrzostw świata w 2003. Startowała w Pucharze Świata w 2004. Zdobyła trzy medale mistrzostw Oceanii w latach 2002 - 2004. Mistrzyni kraju w 2001, 2002, 2003 i 2004 roku.